# ГЕС Бур-ле-Валанс
ГЕС Бур-ле-Валанс (фр. barrage de Roche-de-Glun) та (фр. centrale de Bourg-lès-Valence) — гідроелектростанція на південному сході Франції. Входить до складу каскаду на річці Рона, знаходячись між ГЕС Жерван (вище за течією) та Бошастель.
Праву протоку Рони перекрили греблею Ла-Рош-де-Глен, яка складається із шести водопропускних шлюзів. Вона спрямовує воду до лівої протоки (каналу), куди дещо нижче впадає велика ліва притока Рони Ізер. Навпроти гирла останньої між двома протоками Рони можливий зв'язок через греблю Ізер, яка має висоту 16,4 метра, довжину 60 метрів та складається з трьох водопропускних шлюзів. Дві названі греблі разом із будівлею руслового машинного залу утримують витягнуте по долині річки водосховище об'ємом 37 млн м3.
Машинний зал розташований на лівій протоці нижче від впадіння Ізеру та за 7,4 км від її початку. Ліворуч від нього облаштований судноплавний шлюз. Зал обладнаний шістьма бульбовими турбінами загальною потужністю 180 МВт, які при напорі у 11,7 метра забезпечують виробництво майже 1,1 млрд кВт·год електроенергії на рік.
Відпрацьована вода прямує ще приблизно 2 км по каналу, перш ніж потрапити назад до Рони.